# Amanda (keresztnév)
Az Amanda női név latin eredetű. Jelentése: szeretetre méltó. Férfi párja: Amand.

## Rokon nevek
Manda, Mendi

## Gyakorisága
Az újszülötteknek adott nevek körében az 1990-es években igen ritkán fordult elő. A 2000-es években a 60-41. helyen, a 2010-es években az 53-88. helyen szerepel, de csak 2013-ig, azután nincs a 100 leggyakrabban adott női név között.
A teljes népességre vonatkozóan az Amanda sem a 2000-es, sem a 2010-es években nem szerepelt a 100 leggyakrabban viselt női név között.

## Névnapok
február 6., május 26., október 26.

## Híres Amandák
„Amanda” utónevű személyek szócikkeinek listája a Wikidata alapján